# Sông Poprad

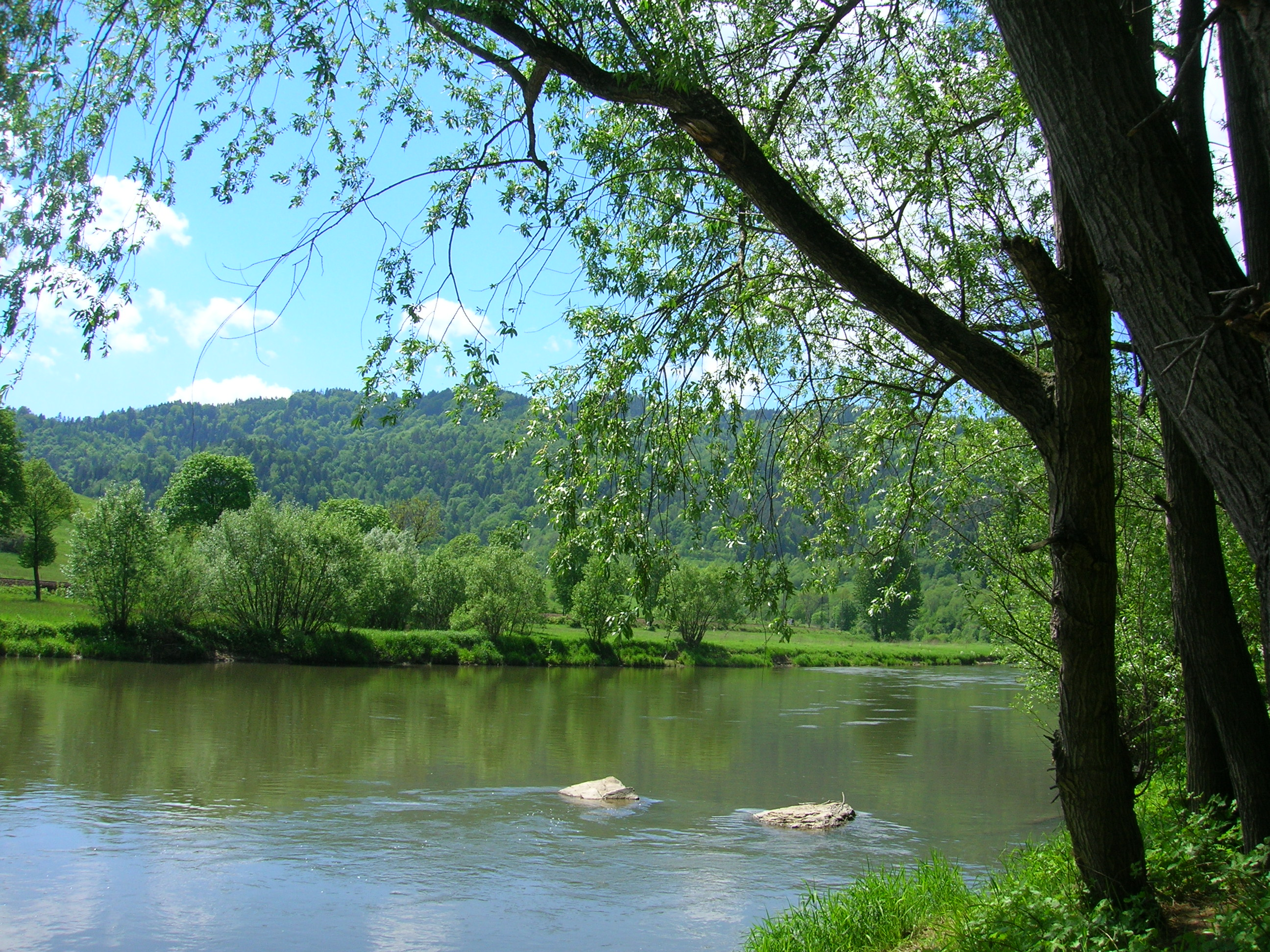
Poprad tạo thành biên giới Ba Lan-Slovakia

Sông Poprad (tiếng Hungary: Poprád, tiếng Đức: Popper) là một con sông chảy qua khu vực phía bắc Slovakia và miền nam Ba Lan, và nó là một nhánh của sông Dunajec gần Stary Sącz, Ba Lan. Con sông có chiều dài 170 km (trong đó 63 km nằm trong biên giới Ba Lan) và diện tích lưu vực là 2.077 km², (trong đó 1.594 km² là ở Slovakia và 483 km² là ở Ba Lan). Phần lớn lưu vực sông của khu vực Ba Lan được bao gồm trong khu vực được bảo vệ có tên là Công viên Cảnh quan Poprad cùng với Hẻm núi sông Poprad, một điểm du lịch nổi tiếng nằm giữa các thị trấn Piwniczna và Rytro.
Poprad là con sông lớn duy nhất của Slovakia chảy về phía bắc vào khu vực miền nam Ba Lan. Dòng sông chảy qua các thị trấn ccua3 Slovakia như Poprad, Kežmarok, Stará ubovňa, sau đó hình thành cho 31.1 km đường biên giới Ba Lan-Slovakia và chảy qua các thị trấn Krynica-Zdrój, Muszyna, Piwniczna-Zdrój, Rytro, Stary Sącz và Żegiestów của Ba Lan.

## Từ nguyên
Tên này của dòng sông bắt nguồn từ một động từ trong tiếng Proto-Slavic là pręd- (để chảy nhanh, để nhảy), được bảo tồn trong các từ tiếng Slovak prasť, pradenie (để quay, quay).